# ラブ・ソングス (シェネルのアルバム)
『ラブ・ソングス』（Luv Songs）は、シェネルのカバー・アルバム。

## 概要
- 日本人アーティストの楽曲のうち「上を向いて歩こう」以外はすべて英語詞でのカバーとなっており、いくつかの曲は自身で英語詞に翻訳している。
- 初登場では7位であったが発売9週目の2011年9月26日付オリコン週間アルバムランキングで3位にランクインし、累計で20万枚以上を売り上げるヒット作となった。

## 収録曲
1. ベイビー・アイラブユー [オリジナル : TEE]
  - 作詞: TEE　作曲: TEE、HIRO、RYOUSUKE IMAI

テレビ東京他全国11局「流派-R」7月度エンディング曲
2. SUNSHINE GIRL [オリジナル : moumoon]
  - 作詞: YUKA　作曲: 柾昊佑
3. For You [オリジナル : lecca]
  - 作詞: 作詞・作曲: lecca　英語詞:Che'Nelle
4. ソー・シック [オリジナル : Ne-Yo]
  - Written by Mikkel S. Eriksen, Tor Erik Hermansen, Shaffer Smith
5. SAKURA [オリジナル : いきものがかり]
  - 作詞・作曲: 水野良樹　英語詞:Che'Nelle
6. Everything [オリジナル : MISIA]
  - 作詞: Misia 作曲: 松本俊明
7. ガラス越しに消えた夏 [オリジナル : 鈴木雅之]
  - 作詞: 松本一起　作曲: 大沢誉志幸
8. Missing [オリジナル : 久保田利伸]
  - 作詞・作曲: 久保田利伸
9. すべてをあなたに (Saving All My Love For You) [オリジナル : ホイットニー・ヒューストン]
  - Written by Gerald Goffin, Michael Masser
10. ラヴィン・ユー [オリジナル : ミニー・リパートン]
  - Written by Richard Rudolph, Minnie Riperton
11. ウィズアウト・ユー ～さよなら夏の日 [オリジナル : デビー・ギブソン]
  - 作詞：Debbie Gibson　作曲：山下達郎
12. 上を向いて歩こう [オリジナル : 坂本九]
  - 作詞: 永六輔　作曲: 中村八大

日本語でカバーしている。
13. Missing (Japanese Ver.) [オリジナル : 久保田利伸]
  - 作詞・作曲: 久保田利伸

ボーナストラック